# Беспорядки в Ташкенте (апрель 1969)
Беспорядки в Ташкенте (узб. Paxtakordagi voqealar/Пахтакордаги воқеалар) — националистические выступления организованных групп узбекской молодежи в Ташкенте, начавшиеся 4 апреля 1969 года во время футбольного матча на стадионе «Пахтакор» в Ташкенте и продолжавшиеся в течение нескольких дней.

## Контекст
В Ташкенте давно проживало большое количество русских, но после землетрясения 1966 года, унёсшего 13 человек, в республику было направлено большое количество рабочих и их доля многократно увеличилась. Рост русских в республике составил с 4,7% (1926 год) до 13,5% (конец 1950-х), а ещё десятилетие спустя до 20%. Однако приезжие концентировались в крупных городах и таким образом сложилась ситуация, когда в крупных городах жили преимущественно приезжие, а в остальной части республики коренное население. Так, по данным 1970 года из 1 миллиона 473 тысяч 500 русских в городах жили 1 миллион 312 тысяч 300 человек (89,1%). Среди приезжих, помимо грамотных специалистов, прибыло большое количество малоквалифицированных людей, в том числе бывших уголовников, которые перенесли прежние привычки и повадки. С этого момента в районах, где они проживали, стала расти социальная напряженность, повысилась преступность. На фоне этого стали зарождаться локальные стычки между русской и узбекской молодежью. В конечном итоге социальная напряжённость вылилась в события 4 апреля 1969 года.

## Хронология событий
Вечером 4 апреля 1969 года между «Пахтакором» и минским «Динамо» на центральном стадионе Ташкента «Пахтакор» начался футбольный матч. Поскольку это был матч первого тура чемпионата СССР по футболу среди команд высшей лиги, то есть это была первая игра в сезоне, интерес к ней был проявлен большой — стадион был практически заполнен до отказа. Уже во время игры возникли словесные перепалки между болельщиками, болевшими за разные команды. Проигрыш узбекской команды со счётом 0:1 накалил страсти ещё сильнее, и после окончания матча стали возникать драки между группами узбекской и русской молодёжи. Погибло 17 зрителей.
Далее эти события приняли более массовый характер. Группы узбекской молодёжи перекрыли движение по центральному проспекту Навои, находившемуся рядом со стадионом, и стали беспричинно избивать на улице европейского вида мужчин и женщин, а также женщин-узбечек, одетых в европейские одежды.
Первый секретарь ЦК Узбекистана Шараф Рашидов, в тот день находившийся на пленуме Кашкадарьинского обкома в Карши, по приезде в Ташкент тут же дал команду навести в городе порядок. Однако его указание было встречено без особого энтузиазма, что породило неоднозначные суждения. Так, по мнению историка Леонида Левитина, эти выступления не являлись спонтанными, а были целенаправленно организованы в течение нескольких месяцев и являлись частью местных внутрипартийных разборок, так местная оппозиция пытались дикредитировать Рашидова перед Москвой и сместить его, в качестве тезиса к этой мысли историк указывает, что аналогичные события повторились на матчах 8 и 12 апреля, а после наведения порядка были проведены кадровые чистки. Также историк связывает события с идеологической войной тех лет между «либералами» и «державниками». В СМИ эта война нашла своё отражение в публикациях таких журналов, как «Новый мир» («либералы») и «Молодая гвардия» («державники»), причём последние, на волне подавления «бархатной революции» в ЧССР, явно одерживали верх.